# Colore dei minerali

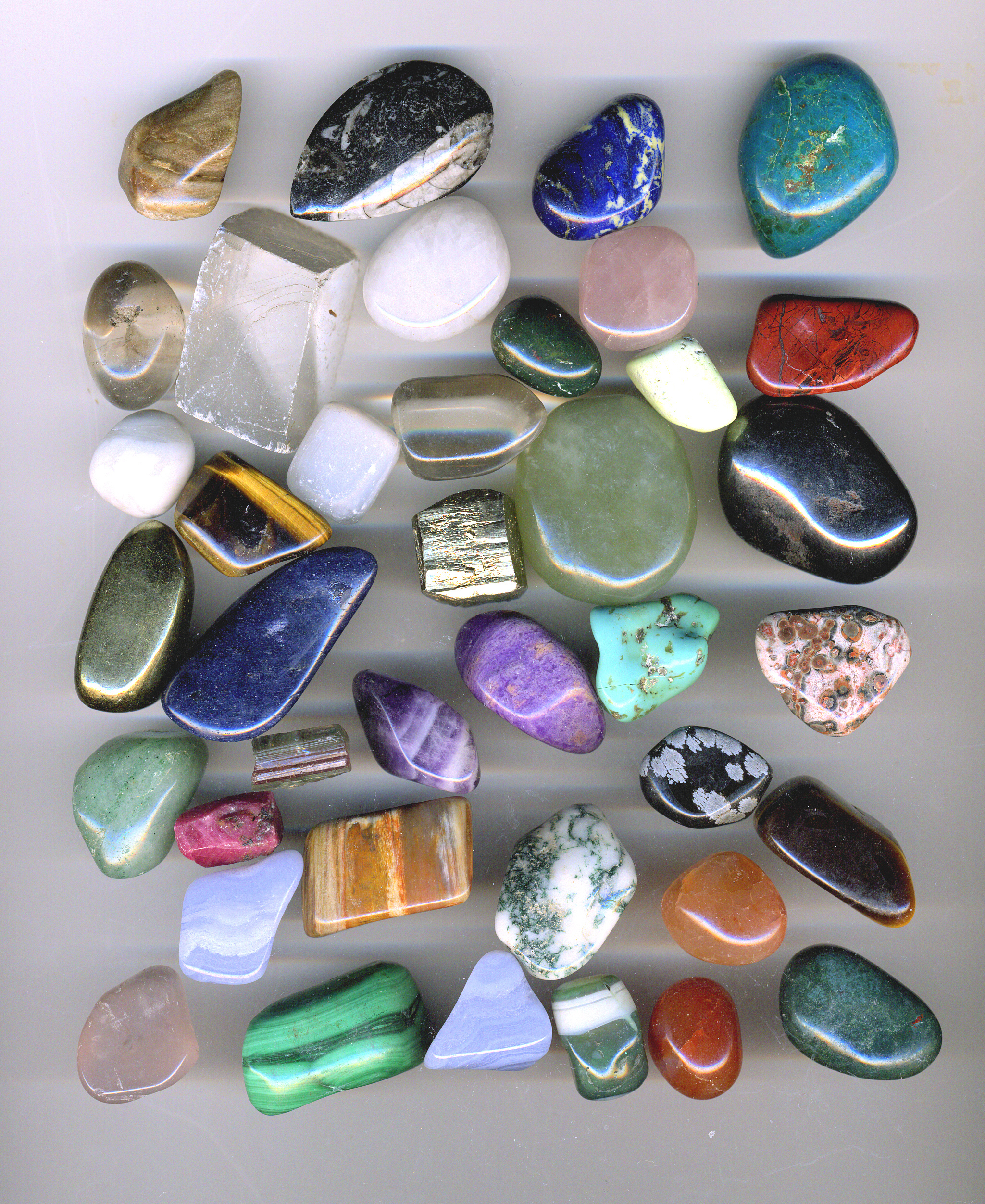

A seconda delle colorazioni che possono assumere, i minerali si suddividono in idiocromatici, che presentano sempre il medesimo colore (come la pirite e l'azzurrite), ed allocromatici, che possono presentare colori differenti (come la vesuvianite).
Fra i minerali idiocromatici occorre notare che, spesso, lo stato di aggregazione influisce sensibilmente sul colore. Ad esempio, l'ematite in cristalli è sempre grigio-nera, molto lucente e di aspetto metallico mentre, ridotta in polvere, essa è sempre di colore rosso-sangue ed opaca.
Per poter distinguere specie minerali che, compatti presentano il medesimo colore, si ricorre al confronto del colore lasciato su un coccio di porcellana sverniciata, dopo avervi strisciato i campioni.
In questo modo, ad esempio, la striscia lasciata dall'ematite sarà sempre rossa mentre la traccia dell'ilmenite sarà sempre nera, quella della molibdenite sarà blu scuro mentre la grafite lascia un segno nero.

## Minerali idiocromatici
La costanza del colore nei minerali idiocromatici è dovuta alla presenza di elementi cromofori come Sc, Ti, V, Cr, Mn, Fe, Co, Ni, Cu, Zn, che entrano costantemente nella loro composizione.
In altri casi, il colore è dato dalla presenza di legami metallici.

## Minerali allocromatici
In questi minerali, la colorazione può essere determinata da più fattori fra i quali:
- la presenza dei medesimi elementi cromofori nella struttura del minerali, stavolta però come ioni estranei
- la presenza di difetti strutturali nel reticolo (centri di colore)
- la presenza di inclusioni di altri minerali colorati

### Elementi cromofori
Nel primo caso non si ha una colorazione caratteristica per determinati elementi cromofori (come viceversa avveniva per i minerali idiocromatici), ma il colore dipende dalla struttura cristallina del minerale oltre che dalla configurazione elettronica dell'elemento cromoforo.

### Centri di colore
Nel secondo caso, si è generalmente in presenza di centri di colore (indicati con la sigla F), in cristalli di tipo ionico.
Si hanno così campioni colorati appartenenti a specie che dovrebbero essere normalmente incolori, come nel caso della halite NaCl che, normalmente incolore, talvolta si presenta blu-violetto.
I centri F sono difetti strutturali che si hanno quando, nel reticolo cristallino, al posto di un anione si trova un elettrone in grado di assorbire radiazioni nella gamma visibile dello spettro. In questo modo, venendo assorbita la radiazione corrispondente, il campione apparirà del colore ad essa complementare.

### Inclusioni
La terza possibile causa è l'inclusione di particelle più o meno fini di un secondo minerale che, così, impartisce una colorazione alla massa. È questo il caso del quarzo eisenkiesel al quale finissime dispersioni di ematite impartiscono un colore rosso.